# Heinrich Wolters
Heinrich Wolters, auch Henricus Wolter, (bezeugt zwischen 1432 und 1463) war ein deutscher Chronist und Kanoniker.

## Leben
Wolters war laut seines Biographen Hermann Oncken der einzige aus der Stadt Oldenburg stammende mittelalterliche Chronist. Über seine Herkunft und Abstammung ist nichts weiter bekannt.

### Geistliche Karriere
Zum ersten Mal bezeugt er sich selbst in der von ihm selbst verfassten Rasteder Chronik, der zufolge ihm 1432 Graf Dietrich von Oldenburg eine Stelle als Prediger am Hauptaltar an der dem Johanniterorden unterstehenden Johanniskapelle vor der Oldenburger Burg übertragen hatte. Laut den Angaben war Wolters vorher als Schulleiter außerhalb Oldenburgs tätig.
Da er dem Johanniterorden zunächst selbst nicht angehörte, gab Wolters die Stelle 1437 auf und wechselte als Kaplan in den Dienst des Erzbischofs Balduin II. von Bremen. Hier gewann er offenbar eine Vertrauensstellung, die er nutzte, um sich mit dem Komtur der Johanniter über die kommende Lage zu einigen. In der Folge trat er als „Bruder“ dem Orden bei und erhielt das Rektorat über seine Oldenburger Kapelle, die er als Pfründe dem Einflussbereich des Bremer Erzbischofs hinzufügte. In den folgenden Jahren kamen weitere Pfründe hinzu: 1437 eine Vikarie an der St. Cyriacuskirche in Lüneburg, 1438 eine Kanonikerstelle in Bücken, 1440 ein Kanonikat an St. Ansgarii in Bremen und später noch die Pfarrei von Intschede an der Weser.
Seinen Einfluss behielt Wolters auch nach dem Tod Balduins II., blieb aber nicht mehr erzbischöflicher Kaplan. 1450, nach der Ermordung eines Pfarrers in Zwischenahn, fungierte er als Offizial des Erzbischofs und im gleichen Jahr nochmals als Offizial des Propstes von St. Willehad in Bremen. In der Stadt Oldenburg war er Inhaber der Sendgerichtsbarkeit und musste hier in einigen Streitigkeiten das Kirchenrecht gegen städtische Interessen wahren, was nicht immer gelang. So musste er wegen eines Streits über eine Friedhofserweiterung der St. Lamberti mit Oldenburger Bürgern nach Bremen fliehen. Einen anderen Streit des Willehadi-Propstes mit dem Grafen Gerd von Oldenburg über die Ausübung des Sendgerichts in Oldenburg konnte er dagegen beilegen.

### Tätigkeit als Chronist
Wolters war darüber hinaus als Historiograph tätig und verfasste vermutlich 1450/51 die Bremer Bischofschronik, der die niederdeutsche Stadtchronik Bremens von Gerd Rinesberch, Herbord Schene und Johann Hemeling zugrunde liegt. Nach 1450 konnte er, dank guter Beziehungen zum Kloster Rastede, die Anfang des 14. Jahrhunderts entstandene Historia Monasterii Rastedensis um eine diese bis 1450 fortsetzende Rasteder Klosterchronik überarbeiten. Wolters ergänzte die Vorlagen durch Einschübe, die sich hauptsächlich auf Bremen beziehen. Gelegentlich haben Wolters’ Ergänzungen eine bestenfalls unsichere Quellenlage, einige andere sind schlicht erfunden. Trotzdem bilden die Bremer, wie auch die Rasteder Chronik unentbehrliche Stofflieferanten für die spätere oldenburgische Historiographie, wie etwa für die Anfang des 16. Jahrhunderts von Johannes Schiphower verfasste Chronik der Erzgrafen von Oldenburg. Eine Abschrift des Dokuments aus Pergament, dessen früherer Teil nur in dieser Form erhalten ist, lagert im Niedersächsischen Landesarchiv, Standort Oldenburg.
Zeugnisse über Wolters’ weiteren Lebensweg fehlen, möglicherweise ist er nicht lange nach der Mitte des 15. Jahrhunderts vermutlich in Bremen verstorben.